# Louis Félicien de Saulcy
Louis Félicien Joseph Caignart de Saulcy (19 de março de 1807 - 4 de novembro de 1880), mais conhecido simplesmente como Felicien ou Félix de Saulcy, foi um numismata francês, orientalista e arqueólogo.

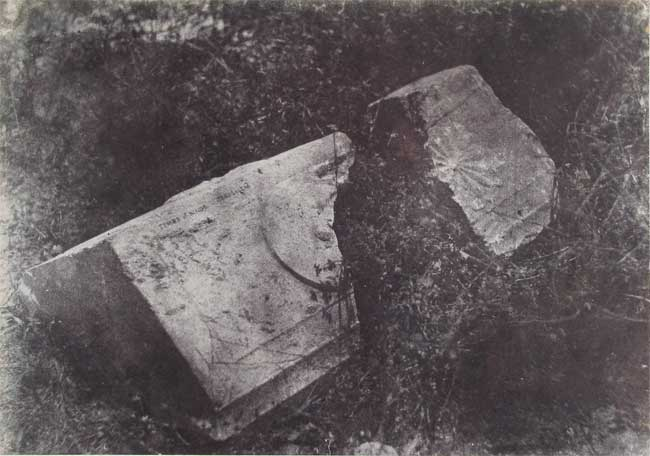
Sarcófago de Helena de Adiabene

## Primeiros anos
Louis Felicien de Saulcy nasceu em Lille, França, filho de uma família nobre.

## Carreira
Ele viajou pela Síria e Palestina em 1850-1851, 1863 e 1869. Em sua primeira viagem à Palestina em 1850, à procura de algo interessante "em um lugar cheio de perigo", ele percorreu a área do Mar Morto, identificou erroneamente Sodoma e Gomorra, e esboçou o primeiro mapa de Massada. Ele descobriu a Estela de Shihan e identificou Tell es-Sultan como o local da antiga cidade de Jericó.

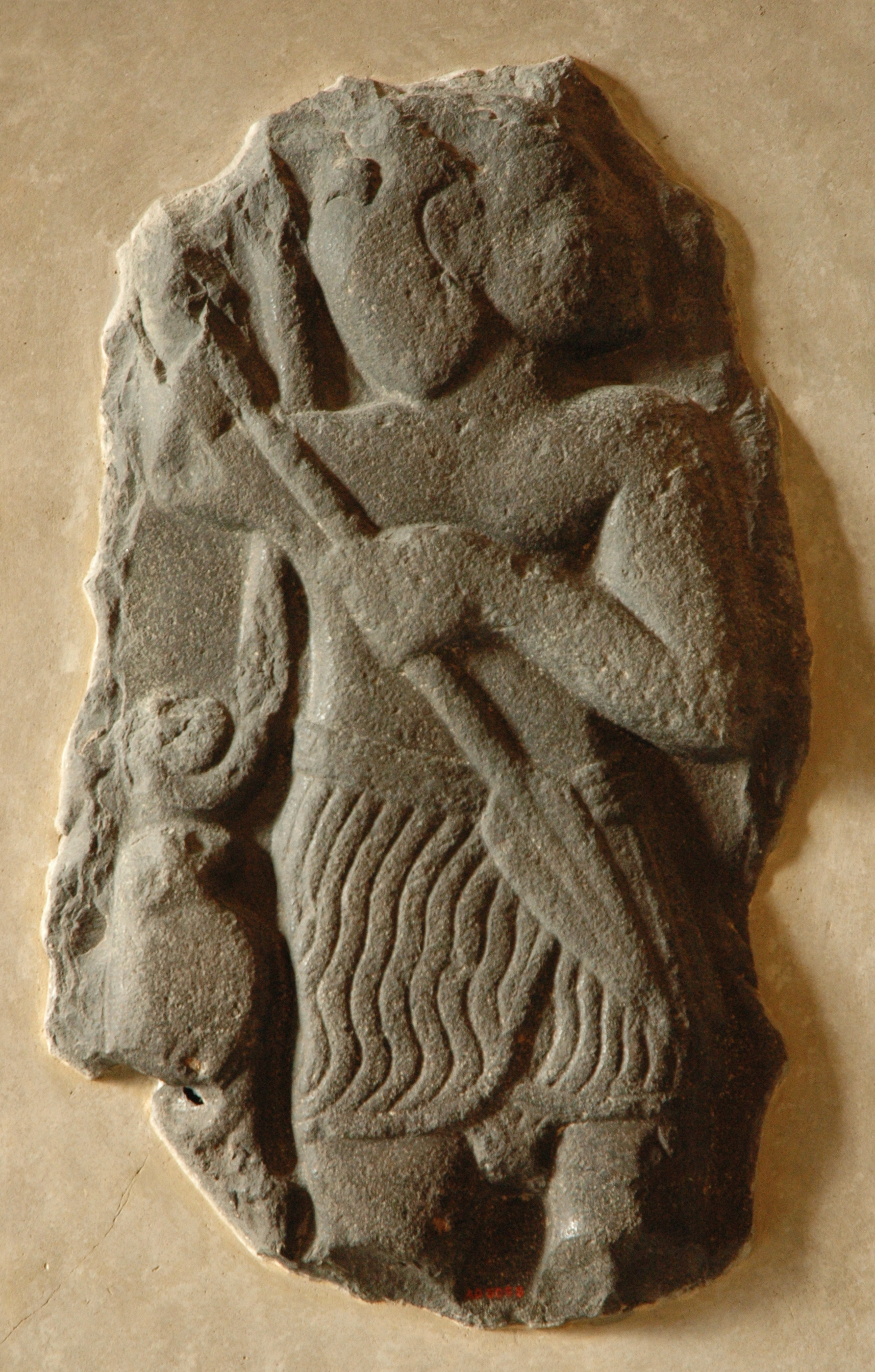
Estela de Shihan, no Louvre

De Saucy realizou uma escavação arqueológica na Terra Santa em 1863. Ele escavou os Túmulos dos Reis em Jerusalém, identificando-os erroneamente como os túmulos da casa de Davi. Ele descobriu o sarcófago da rainha Helena de Adiabene, embora acreditasse que os ossos dentro, que estavam envoltos em mortalhas com bordados dourados, eram os restos da esposa de um rei da Judeia do período do Primeiro Templo, possivelmente Zedequias ou Jeoás. De Saulcy foi forçado a suspender a escavação quando as notícias de que ossos humanos estavam sendo desenterrados provocaram a ira da comunidade judaica de Jerusalém. O sarcófago e outras descobertas foram enviadas para a França e exibidas no Louvre.

## Numismática
O trabalho arqueológico de De Saulcy agora é considerado amador, mas ele é reconhecido como um numismático importante. Ele foi o primeiro a catalogar as moedas da Palestina e acumulou uma grande coleção.

## Filatelia
De Saulcy também era colecionador de selos. Ele vendeu sua coleção para Frederick Adolphus Philbrick.

## Trabalhos publicados
- Numismatique des Croisades (1847);
- Recherches sur la numismatique judaïque (1854);
- " Numismatique de la Terre Sainte " (1874);
- Viagem autour de la Mer Morte (2 vols., 1853);
- Voyage en Terre Sainte (2 vols., 1865; incluindo seu relato da escavação dos túmulos dos reis no vol. 1.345-410; vol. 2, 188-9, 309-11);
- Saulcy, Louis Félicien de (1854). Narrative of a journey round the Dead Sea, and in the Bible lands, in 1850 and 1851. R. Bentley. 1, new edition. London: [s.n.]
- Saulcy, Louis Félicien de (1854). Narrative of a journey round the Dead Sea, and in the Bible lands, in 1850 and 1851. R. Bentley. 2, new edition. London: [s.n.]
- Saulcy, Louis Félicien de (1853). Narrative of a journey round the Dead Sea, and in the Bible lands, in 1850 and 1851. R. Bentley. 2. London: [s.n.]
- Saulcy, Louis Félicien de (1854). Narrative of a journey round the Dead Sea, and in the Bible lands, in 1850 and 1851. R. Bentley. 2, 2nd edition. London: [s.n.]
- Saulcy, Louis Félicien de (1854). Narrative of a journey round the Dead Sea, and in the Bible lands, in 1850 and 1851. R. Bentley. 2, 2nd edition. London: [s.n.]
- (1872): Voyage en terre sainte Vol 1.
- (1872): Voyage en terre sainte Vol 2.
- Carnets de voyage en Orient, ed. de F. Bassan (1955)